# Juan Antonio Corbalán

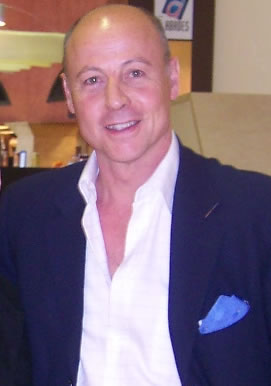

Juan Antonio Corbalán, född 3 augusti 1954 i Madrid, Spanien, är en spansk basketspelare som tog tog OS-silver 1984 i Los Angeles. Detta var Spaniens första medalj i basket vid olympiska sommarspelen. Det kom att dröja till baskettävlingarna vid olympiska sommarspelen 2008 i Peking innan Spanien tog sin nästa medalj.

## Karriär för Real Madrid
Corbalán spelade den största delen av sin karriär i Liga ACB för Real Madrid Baloncesto från säsongen 1971-72 till 1987-88. Med Real Madrid vann han 12 spanska mästerskap, 7 gånger Spanska Kuppen, 3 gånger Champions Cup, 1 gång European Cup Winners Cup, 1 gång Korać Cup och 3 gånger Intercontinental Cup.